# ملابس

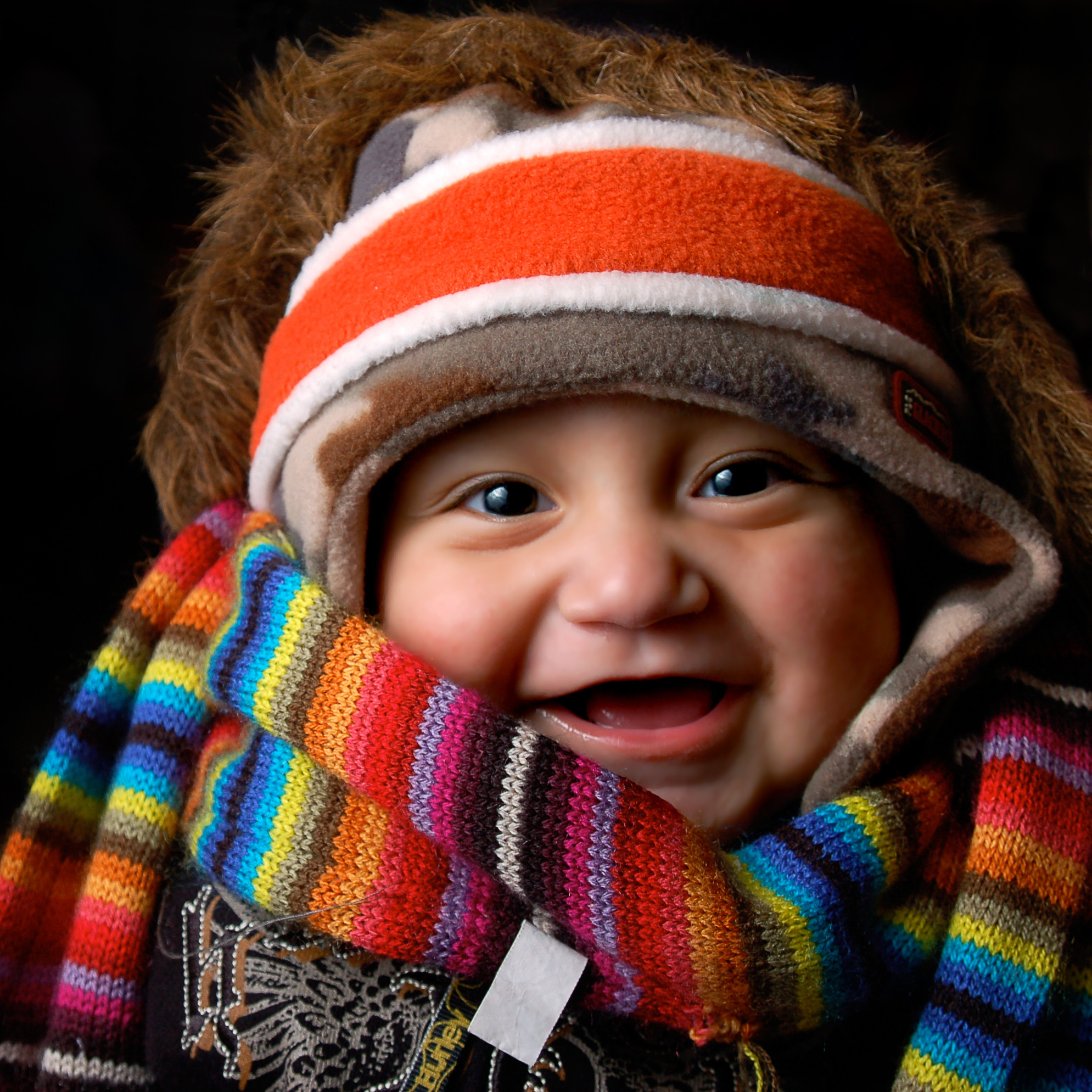
طفل يرتدي ملابس شتوية خاصة بالأطفال.

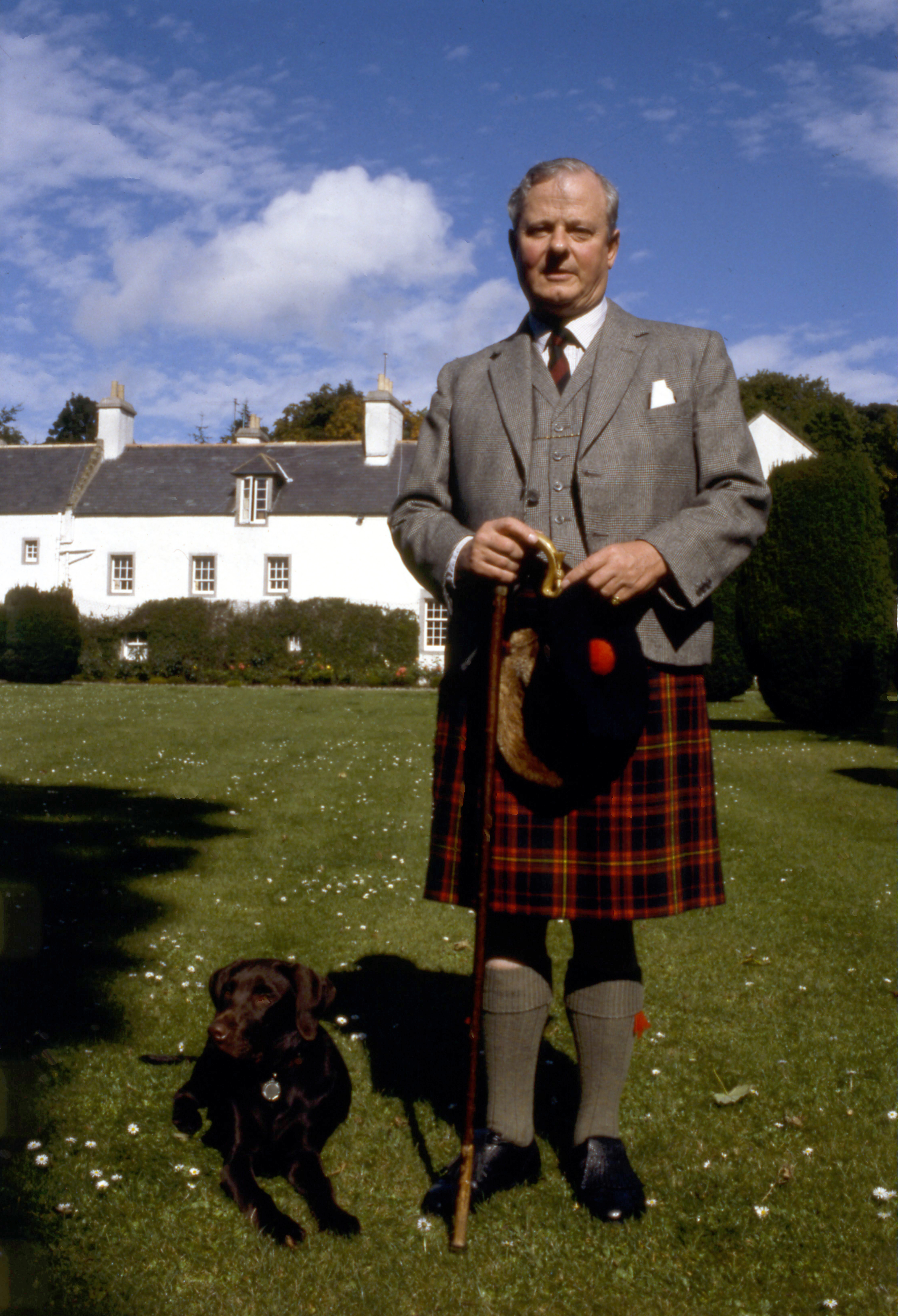
رجل اسكتلندي يرتدي زي الإزار الاسكتلندي التقليدي

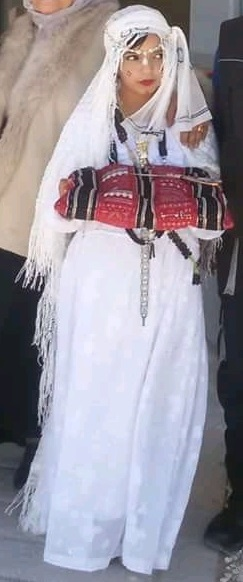
فتاة جزائرية ترتدي الزي التقليدي

الملابس أو الثياب أو الأزياء أو الألبسة (مفرده: مَلبَس، زِيّ، لِباس) تحمي الجسد البشري من الطقس والبيئة الخارجية وتخفي العورة.

## اختيار الملبس
يتأثر سبب اختيار الملبس بعدة عوامل منها:
- المهنة.
- الدين.
- البيئة والمجتمع (العادات والتقاليد).
- المناسبة والموسم.
- الشخصية.
- ملاءمة الملبس لحجم الجسم ولون البشرة.
- العمر (السن).

يتضمن سوق الملابس كل ما يلبس، فالأقمشة تحاك ثم تخاط، أو يتم تشكيلها إلى ملابس بطرق أخرى. يشمل سوق الملابس العديد من الأشكال: التنورات، والقمصان، والبناطيل أو السراويل، وملابس النساء التحتية، والمعاطف، والملابس القطنية الداخلية، والقفازات، والسترات الصوفية، وملابس السباحة، والجوارب، والعديد من قطع الملابس التي تكون عناصر هذا السوق.
بالرغم من أن الملابس الواقية مثل لباس رجال الإطفاء، والطيارين، ولباس راشي المبيدات الحشرية والأعشاب، ولباس المقاتلين في الميدان، هي مما يلبس إلا أنها تعتبر جزء من السوق الصناعية أكثر من أن تكون من سوق الألبسة.

## تاريخ
أفاد العلماء بوجود أدلة على صناعة الملابس منذ ما بين 90,000 و120,000 عام، استنادًا إلى اكتشافات في رواسب بالمغرب. ومع ذلك، وعلى الرغم من هذه المؤشرات الأثرية والأدلة الجينية، لا يوجد تقدير واحد مقبول على نطاق واسع.

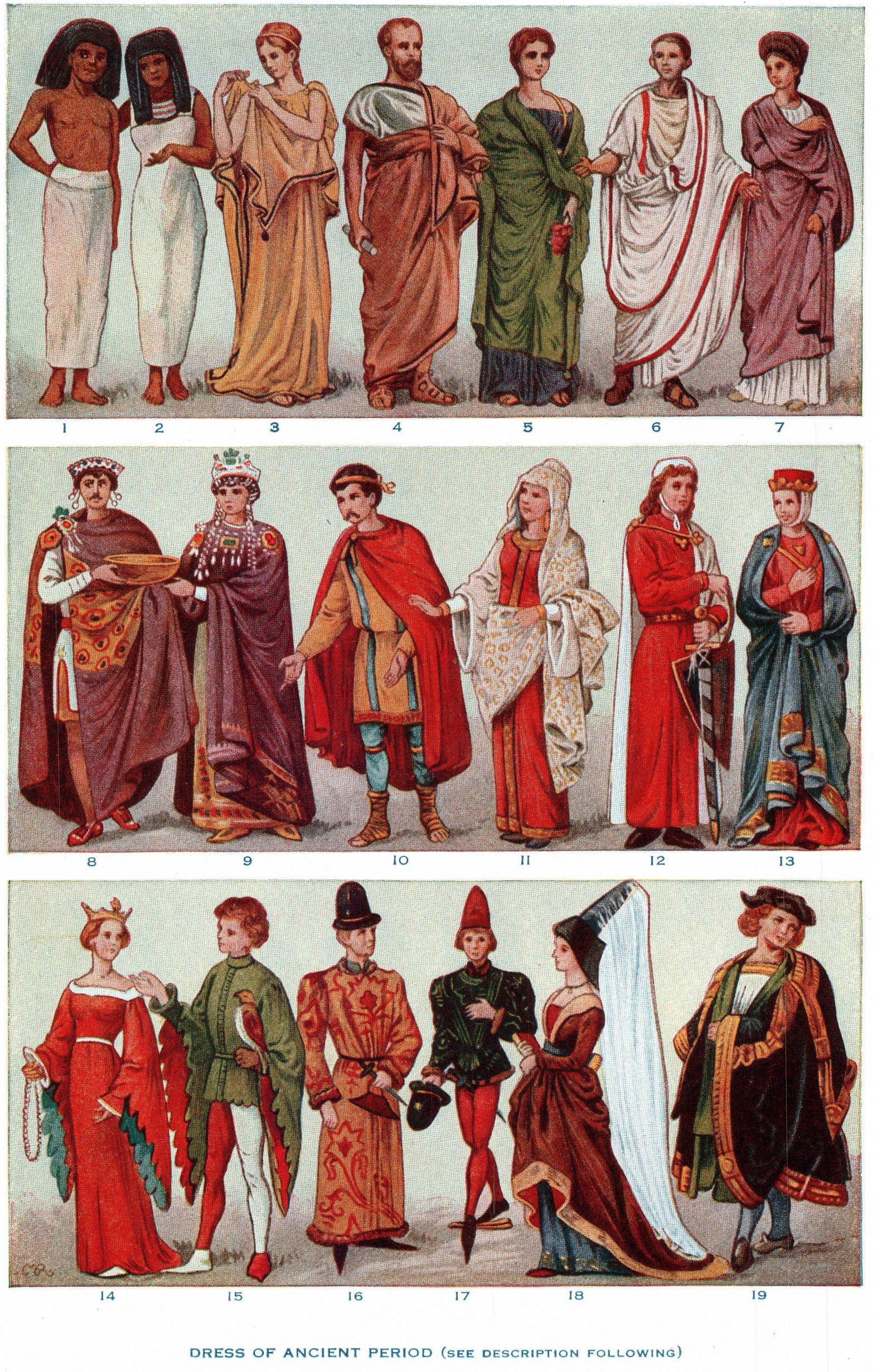
الملابس في العالم القديم بدءاً من أعلى اليسار: عند المصريين القدامى والإغريق والرومان والبيزنطيين والفرنجة والأوروبيين من القرن الثالث عشر حتى القرن الخامس عشر

منذ القدم، شكل الملبس ضرورة للإنسان كغيره من ضروريات الحياة من مأكل ومسكن وغيرهما. وتطور تاريخ اللباس ليرتبط في العقود الأخيرة بالموضة وعالم تصميم الأزياء.
في البدء ارتبطت الحاجة إلى الملبس بالحاجة إلى الوقاية من الأحوال الجوية كالبرد والحر. فتطور اللباس من مجرد جلود الحيوانات وصوفها وفرائها وريشها إلى ملابس يحيكها ويتفنن في خياطتها. وكان للثورة الصناعية أثر كبير في تطورها وتنوعها.

## وظيفة الملابس
للملابس وظائف عدة، في الأصل كان اللباس للحماية لكن الأمر تعدى ذلك ليأخذ أبعاداً أخرى ثقافية وسيكولوجية ومجتمعية.

### الحماية والوقاية
من الأدوار الرئيسية للملابس حماية جسم الإنسان من الأحوال المناخية التي تضر به:
- البرد: المواد المستعملة في صناعة الملابس كالأقمشة وغيرها تقي الجلد من برود الجو وتحفظ الحرارة التي ينتجها الجسد من التسرب.
- أشعة الشمس: بصد الأشعة تحت الحمراء وفوق البنفسجية، تحمي الملابس الجلد من الحروق وغيرها من الأضرار. وتعمل الملابس فاتحة اللون على عكس معظم الأشعة لتخفض من الحرارة.
- المطر والثلج: الألبسة الواقية من المطر تمنع تسرب الماء إلى الجسم الذي يؤدي إلى تبريد الجسم وخفض درجة حرارته.

بعض الألبسة تسمح بتخلص البدن من الروائح الكريهة.
ويبقى دور الحماية هو الأبرز في استعمالات الملابس. وإضافة لما سبق، صار لبعض الملابس دور لا يستغنى عنه كالمآزر (للأطباء وتلاميذ وطهاة وغيرهم) بذلات العمل كسترة الميكانيكي. وتتعدى الحماية جانب الوقاية من الأخطار لتشمل أيضاً النظافة والتعقيم (كاستعمال القفازات).

### الحشمة

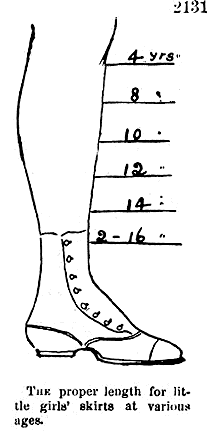
مقاسات التنورات

للألبسة دور أيضاً في المحافظة على الحشمة والأدب. فمجتمعات عدة لا تقبل بإظهار بعض الأجزاء من الجسم خاصة الأعضاء التناسلية.

### الفتنة والإثارة الجنسية
بعض أنواع الملابس معدة خصيصا لإظهار بعض مفاتن الجسم خاصة عند المرأة وذلك بقصد إثارة الآخر.

### تغيير المظهر
إضافة إلى الألوان الملابس وأشكالها التي تعطي انطباعاً عن مرتديها، فإن لبعض الملابس دور في تغيير شكل الجسم كأن تعمل على إظهار كتفين عريضين أو حجماً أكبر للصدر أو تضييق جزء من الجسم وغيرها.

### دلائل في المجتمع
في معظم الأحيان، تعطي الملابس بعض المعلومات عن مرتديها منها حالته الاقتصادية وإلى أي طبقة اجتماعية ينتمي ما هي مهنته (رجل شرطة أو طباخ...).
كما تعطي أيضاً صورة عن الحالة النفسية كالحزن (بلبس الأسود حداداً على ميت) أو الأبيض (للدلالة على فرح.). حمل بعض الرموز يدل أيضاً عن المواقف السياسية (كحمل الشارات بلون معين).

### استعمالات خاصة
هناك بعض أنواع من الملابس تستعمل لمناسبات خاصة. مثلاً لا تستعمل المنامة إلا عند النوم كما أن أغلب سائقي الدراجات النارية يرتدون سترات جلدية، وللرياضة عامة والسباحة ملابس خاصة بها أيضاً.

## استعمال
معظم الألعاب الرياضية والأنشطة التي يتم ممارستها يتم ارتداء ملابس خاصة بها.